# Sumbal
Sumbal is een stad en “notified area” in het district Bandipora van het Indiase unieterritorium Jammu en Kasjmir.

## Demografie
Volgens de Indiase volkstelling van 2001 wonen er 10.737 mensen in Sumbal, waarvan 51% mannelijk en 49% vrouwelijk is. De plaats heeft een alfabetiseringsgraad van 29%.